# Шляйтхаймское исповедание

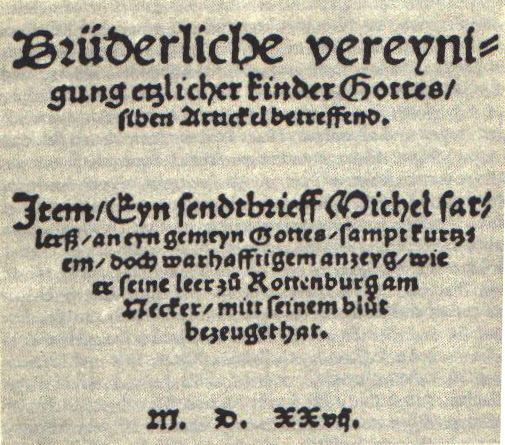
Титульная страница Шляйтхаймского исповедания

Шляйтхаймское исповедание веры, известное также под названием «Братский союз» — одно из первых исповеданий веры швейцарских братьев анабаптистского движения в Швейцарии.
Исповедание «Братский союз» было принято на съезде швейцарских анабаптистов 24 февраля 1527 года в Шлайтайме (Шаффхаузен), откуда происходит его более распространённое название. Автором исповедания считается священник Михаэль Затлер, бывший настоятель бенедиктинского монастыря святого Петра в Чёрном Лесу возле Фрайбурга. Исповедание являлось важным звеном в формировании вероопределения анабаптистов, особенно в Швейцарии, Австрии и на юге Германии, хотя было поддержано не всеми лидерами швейцарских братьев. Так, например, Бальтазар Губмайер критиковал исповедание за декларированные в нём принципы отделения церкви от государства и непротивления злу. Ульрих Цвингли и Жан Кальвин, которым исповедание было направлено для ознакомления, также отвергли его.

## Содержание документа
Исповедание состоит из семи статей, а также предваряющего и заключительного письма. Статьи рассматривают следующие вопросы:
1. крещение — отрицается крещение младенцев и утверждается, что крещение может быть преподано только верующему в сознательном возрасте;
2. отлучение — может быть применено к тем, кто в сознательном возрасте решился следовать за Христом, но вернулся на путь греха и не раскаивается после наставления со стороны церкви;
3. Евхаристия — устанавливает «закрытое Причастие», то есть причащаться могут лишь те, кто принял крещение в сознательном возрасте и живут согласно заповедям Христа;
4. отделение — устанавливает отделение церкви от государства;
5. пастырство — устанавливает правила избрания священнослужителя;
6. меч — является прерогативой государственной власти и не может быть использован христианами, устанавливает христианский пацифизм;
7. клятва — запрещает клятву или присягу.